# U-17-Fußball-Asienmeisterschaft 2006/Qualifikation
Die Qualifikation zur U-17-Fußball-Asienmeisterschaft 2006 wurde zwischen dem 13. November 2005 und dem 15. Februar 2006 ausgetragen, um die 15 Teilnehmer neben Gastgeber Singapur zu ermitteln.

## Modus
Die 39 Bewerber wurden in 14 regionale Gruppen eingeteilt. Der Gruppenerste qualifizierte sich für die Endrunde. Alle Gruppen wurden in einer Einfachrunde in einer Stadt oder – bei Zweiergruppen – mit Hin- und Rückspiel ausgetragen. Die beiden bestplatzierte Gruppenzweiten der Dreiergruppen ermittelten in Play-off-Spielen den letzten Teilnehmer.

## Gruppe A
Die Gruppe A spielte vom 13. bis 17. Dezember 2005 in Jordanien.
| Pl. | Verein    | Sp. | S | U | N | Tore    | Diff. | Punkte |
| --- | --------- | --- | - | - | - | ------- | ----- | ------ |
| 1.  | Irak      | 2   | 2 | 0 | 0 | 004:000 | +4    | 06     |
| 2.  | Jordanien | 2   | 1 | 0 | 1 | 002:100 | +1    | 03     |
| 3.  | Palästina | 2   | 0 | 0 | 2 | 000:500 | −5    | 0      |

## Gruppe B
Die Gruppe B spielte vom 13. bis 17. November 2005 im Katar.
| Pl. | Verein  | Sp. | S | U | N | Tore    | Diff. | Punkte |
| --- | ------- | --- | - | - | - | ------- | ----- | ------ |
| 1.  | Jemen   | 2   | 2 | 0 | 0 | 006:300 | +3    | 06     |
| 2.  | Katar   | 2   | 1 | 0 | 1 | 002:300 | −1    | 03     |
| 3.  | Bahrain | 2   | 0 | 0 | 2 | 004:600 | −2    | 0      |

## Gruppe C
Die Gruppe C spielte vom 13. bis 17. November 2005 im Oman.
| Pl. | Verein        | Sp. | S | U | N | Tore    | Diff. | Punkte |
| --- | ------------- | --- | - | - | - | ------- | ----- | ------ |
| 1.  | Saudi-Arabien | 2   | 2 | 0 | 0 | 008:100 | +7    | 06     |
| 2.  | Oman          | 2   | 1 | 0 | 1 | 005:500 | ±0    | 03     |
| 3.  | Libanon       | 2   | 0 | 0 | 2 | 002:900 | −7    | 0      |

## Gruppe D
Die Gruppe D spielte vom 13. bis 17. November 2005 in Syrien.
| Pl. | Verein                       | Sp. | S | U | N | Tore    | Diff. | Punkte |
| --- | ---------------------------- | --- | - | - | - | ------- | ----- | ------ |
| 1.  | Syrien                       | 2   | 1 | 1 | 0 | 002:000 | +2    | 04     |
| 2.  | Vereinigte Arabische Emirate | 2   | 1 | 0 | 1 | 002:200 | ±0    | 03     |
| 4.  | Kuwait                       | 2   | 0 | 1 | 1 | 000:200 | −2    | 01     |

## Gruppe E
Die Gruppe E spielte am 21. und 25. November 2005 mit Hin- und Rückspiel.
|             | Gesamt |           | Hinspiel | Rückspiel |
| ----------- | ------ | --------- | -------- | --------- |
| Bangladesch | 3:1    | Sri Lanka | 3:0      | 0:1       |

## Gruppe F
Die Gruppe F spielte vom 13. bis 17. November 2005 in Nepal.
| Pl. | Verein      | Sp. | S | U | N | Tore    | Diff. | Punkte |
| --- | ----------- | --- | - | - | - | ------- | ----- | ------ |
| 1.  | Nepal       | 2   | 2 | 0 | 0 | 004:100 | +3    | 06     |
| 2.  | Usbekistan  | 2   | 1 | 0 | 1 | 002:200 | ±0    | 03     |
| 3.  | Kirgisistan | 2   | 0 | 0 | 2 | 001:400 | −3    | 0      |

## Gruppe G
Die Gruppe G spielte vom 13. bis 17. November 2005 in Indien.
| Pl. | Verein        | Sp. | S | U | N | Tore    | Diff. | Punkte |
| --- | ------------- | --- | - | - | - | ------- | ----- | ------ |
| 1.  | Tadschikistan | 2   | 2 | 0 | 0 | 004:200 | +2    | 06     |
| 2.  | Indien        | 2   | 1 | 0 | 1 | 011:300 | +8    | 03     |
| 3.  | Pakistan      | 2   | 0 | 0 | 2 | 000:100 | −10   | 0      |

## Gruppe H
Die Gruppe H spielte am 13. und 17. November 2005 mit Hin- und Rückspiel.
|      | Gesamt |              | Hinspiel | Rückspiel |
| ---- | ------ | ------------ | -------- | --------- |
| Iran | 10:2   | Turkmenistan | 5:0      | 5:2       |

## Gruppe I
Die Gruppe I spielte vom 7. bis 11. Februar 2005 in Laos.
| Pl. | Verein     | Sp. | S | U | N | Tore    | Diff. | Punkte |
| --- | ---------- | --- | - | - | - | ------- | ----- | ------ |
| 1.  | Laos       | 2   | 1 | 1 | 0 | 005:000 | +5    | 04     |
| 2.  | Australien | 2   | 1 | 1 | 0 | 003:100 | +2    | 04     |
| 3.  | Indonesien | 2   | 0 | 0 | 2 | 001:800 | −7    | 0      |

## Gruppe J
Die Gruppe J spielte vom 13. bis 17. November 2005 in Thailand.
| Pl. | Verein    | Sp. | S | U | N | Tore    | Diff. | Punkte |
| --- | --------- | --- | - | - | - | ------- | ----- | ------ |
| 1.  | Myanmar   | 2   | 1 | 1 | 0 | 013:100 | +12   | 04     |
| 2.  | Thailand  | 2   | 1 | 1 | 0 | 011:100 | +10   | 04     |
| 3.  | Malediven | 2   | 0 | 0 | 2 | 000:220 | −22   | 0      |

## Gruppe K
Die Gruppe K spielte am 13. und 17. November 2005 mit Hin- und Rückspiel.
|          | Gesamt |         | Hinspiel | Rückspiel |
| -------- | ------ | ------- | -------- | --------- |
| Malaysia | 0:2    | Vietnam | 0:1      | 0:1       |

## Gruppe L
Die Gruppe L spielte vom 13. bis 17. November 2005 in Südkorea.
| Pl. | Verein   | Sp. | S | U | N | Tore    | Diff. | Punkte |
| --- | -------- | --- | - | - | - | ------- | ----- | ------ |
| 1.  | Japan    | 2   | 1 | 1 | 0 | 027:100 | +26   | 04     |
| 2.  | Südkorea | 2   | 1 | 1 | 0 | 015:100 | +14   | 04     |
| 3.  | Macau    | 2   | 0 | 0 | 2 | 000:400 | −40   | 0      |

## Gruppe M
Die Gruppe M spielte vom 13. bis 17. November 2005 in der Volksrepublik China.
| Pl. | Verein   | Sp. | S | U | N | Tore    | Diff. | Punkte |
| --- | -------- | --- | - | - | - | ------- | ----- | ------ |
| 1.  | China    | 2   | 2 | 0 | 0 | 020:000 | +20   | 06     |
| 2.  | Taiwan   | 2   | 1 | 0 | 1 | 002:100 | −8    | 03     |
| 3.  | Mongolei | 2   | 0 | 0 | 2 | 001:130 | −12   | 0      |

## Gruppe N
Die Gruppe N spielte vom 14. bis 18. November 2005 in Nordkorea.
| Pl. | Verein    | Sp. | S | U | N | Tore    | Diff. | Punkte |
| --- | --------- | --- | - | - | - | ------- | ----- | ------ |
| 1.  | Nordkorea | 2   | 2 | 0 | 0 | 021:200 | +19   | 06     |
| 2.  | Hongkong  | 2   | 0 | 1 | 1 | 002:600 | −4    | 01     |
| 3.  | Guam      | 2   | 0 | 1 | 1 | 004:190 | −15   | 01     |

## Play-off
Die beide besten Gruppenzweiten ermittelten in einem Play-off-Spiel am 15. Februar 2006 in Kuala Lumpur den 15. Teilnehmer.
|          | Ergebnis |          |
| -------- | -------- | -------- |
| Südkorea | 1:0      | Thailand |